# Else Bassermann
Else Bassermann (14 de enero de 1878 - 30 de mayo de 1961) fue una actriz y guionista alemana.

## Biografía
Nacida en Leipzig, Alemania, su verdadero nombre era Elisabeth Sara Schiff, siendo también conocida por el nombre Elsa Bassermann. Ella obtuvo su primer compromiso teatral en 1902 en Colonia, en el Residenztheater. En 1903 actuó en Núremberg en el Intimen Theater, y en 1904 en el Teatro Lessing de Berlín. Obtuvo grandes éxitos en teatros bajo la dirección de Max Reinhardt entre 1908 y 1914, así como entre 1924 y 192. También actuó en el Großes Schauspielhaus, el Lustspielhaus y el Teatro en Kurfürstendamm.
Desde 1908 estuvo casada con el actor Albert Bassermann, al que acompañó en numerosas giras teatrales por Alemania y el extranjero. También actuó en varias películas mudas, para las cuales escribió el guion bajo el seudónimo Hans Hennings. En 1934, cuando la organización teatral Nazi Reichstheaterkammer prohibió que ella actuara en una representación en Leipzig por la ascendencia judía de su marido, éste decidió su salida de la misma.
El matrimonio se quedó en Suiza, aunque también actuó en Austria y Holanda. En abril de 1939 emigraron a los Estados Unidos, donde Else Bassermann actuaría en algunas películas.
A partir de 1946 hizo diferentes actuaciones como invitada con su marido por Europa, volviendo a trabajar en 1949 en Alemania. Su esposo falleció en 1952 en sus brazos en un vuelo desde la ciudad de Nueva York a Zúrich. Tras ello, a partir de 1953 ella actuó dos años en el Deutsches Theater de Gotinga. Entre sus últimos papeles figuraban el de Frau Alving en Espectros, Marthe Schwertlein en Fausto y la madre en Doña Rosita la soltera, de Federico García Lorca. 
En los años 1950 escribió varios artículos para el Mannheimer Morgen y para el Basler Zeitung. En sus últimos años vivió en condiciones económicas difíciles con su hija Carmen, nacida en 1908 y mentalmente discapacitada. Siendo su esposo ciudadano honorario de la ciudad de Mannheim, ella pudo recibir una pequeña pensión de la comunidad. Else Bassermann falleció en el año 1961 en Baden-Baden, Alemania, en situación de pobreza. Fue enterrada en el Cementerio principal de Baden-Baden. Su hija murió en un accidente de tráfico en 1970.

## Filmografía
- 1913 : Gerda Gerovius
- 1913 : Der letzte Tag
- 1913 : Der Mutter Augen
- 1914 : Urteil des Arztes
- 1917 : Der eiserne Wille (también guion)
- 1917 : Herr und Diener (también guion)
- 1917 : Du sollst keine anderen Götter haben (también guion)
- 1918 : Die Brüder von Zaarden (también guion)
- 1918 : Vater und Sohn (también guion)
- 1918 : Lorenzo Burghardt (también guion)
- 1918 : Dr. Schotte (también guion)
- 1919 : Eine schwache Stunde (también guion)
- 1919 : Der letzte Zeuge (también guion)
- 1919 : Das Werk seines Lebens (también guion)
- 1920 : Puppen des Todes
- 1920 : Masken (también guion)
- 1920 : Die Söhne des Grafen Dossy (también guion)
- 1920 : Die Stimme (también guion)
- 1920 : Die Duplizität der Ereignisse (también guion)
- 1921 : Der Frauenarzt (también guion)
- 1922 : Lucrezia Borgia
- 1922 : Christoph Columbus
- 1930 : Alraune
- 1930 : Dreyfus
- 1931 : Gefahren der Liebe
- 1931 : Kadetten
- 1935 : Letzte Liebe
- 1940 : Escape
- 1941 : New Wine
- 1942 : Desperate Journey
- 1943 : Madame Curie
- 1945 : Rhapsody in Blue
- 1945 : I Was a Criminal